# خانه خانم سکینه نیکوکار
{{جعبه اطلاعات جای‌های تاریخی ایران
| روی‌نقشه          = آری
| عرض‌جغرافیایی     =
| طول‌جغرافیایی     =
| تصویر            =
| اندازه تصویر     = 250
| عنوان تصویر      =
| استان            =
| شهرستان          =شهرستان لنگرود
| بخش              =
| نام محلی         =
| نام‌های دیگر      =
| نام‌های قدیمی     =
| نوع بنا          =
| سال‌های مرمت      =
| کاربری           = خانه
| کاربری کنونی     =
| دیرینگی          = دوره قاجار
| شماره ثبت        = ۱۰۷۸۷
| تاریخ ثبت ملی    = ۲ بهمن ۱۳۸۲
| دوره ساخت اثر    = دوره قاجار
| بانی اثر         =
| مالک اثر         =
| مالک فعلی اثر    =
| شماره ثبت یونسکو =
| تاریخ ثبت یونسکو =
| امکان بازدید     =
| شماره تلفن       =
| وبگاه            =
| پانویس           =
خانه خانم سکینه نیکوکار'  مربوط به اواخر دوره قاجار است و در شهرستان لنگرود شلمان، خیابان آیت‌الله خامنه‌ای، کوچه حسینیه واقع شده و این اثر در تاریخ ۲ بهمن ۱۳۸۲ با شمارهٔ ثبت ۱۸۷ ۰۷به‌عنوان یکی از آثار ملی ایران به ثبت رسیده است.